# Volcanisme en Islande

Zones et systèmes volcaniques actifs en Islande

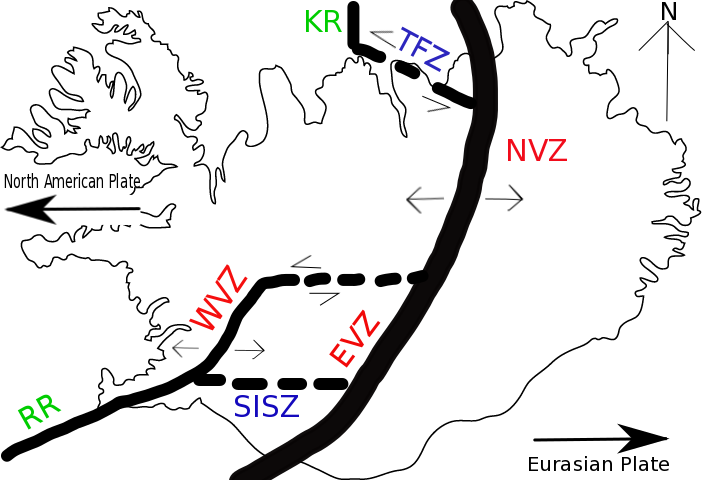
Zones volcaniques et zones de transformation de l'Islande

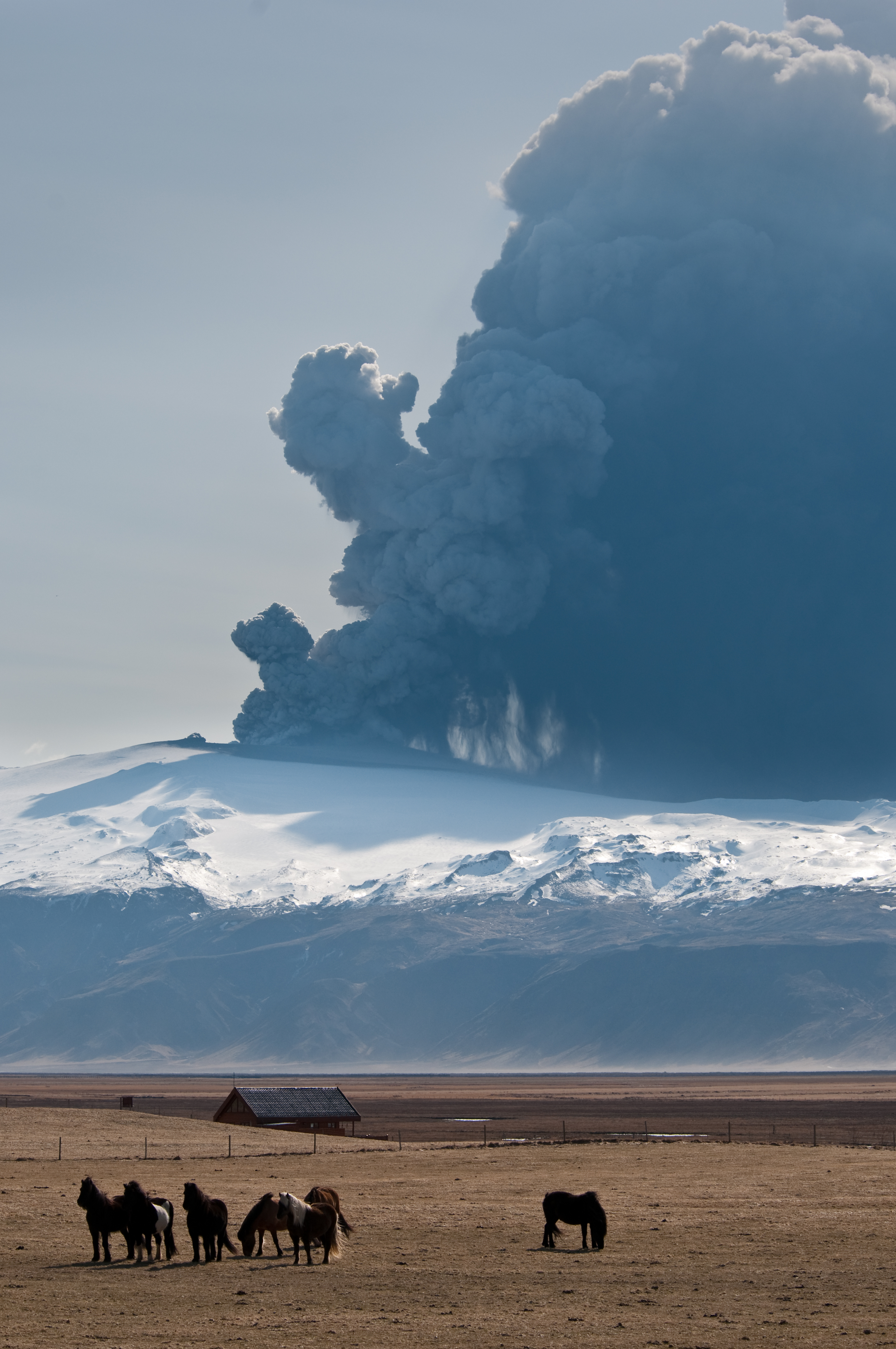
Colonne de fumée de l'Eyjafjallajökull en 2010

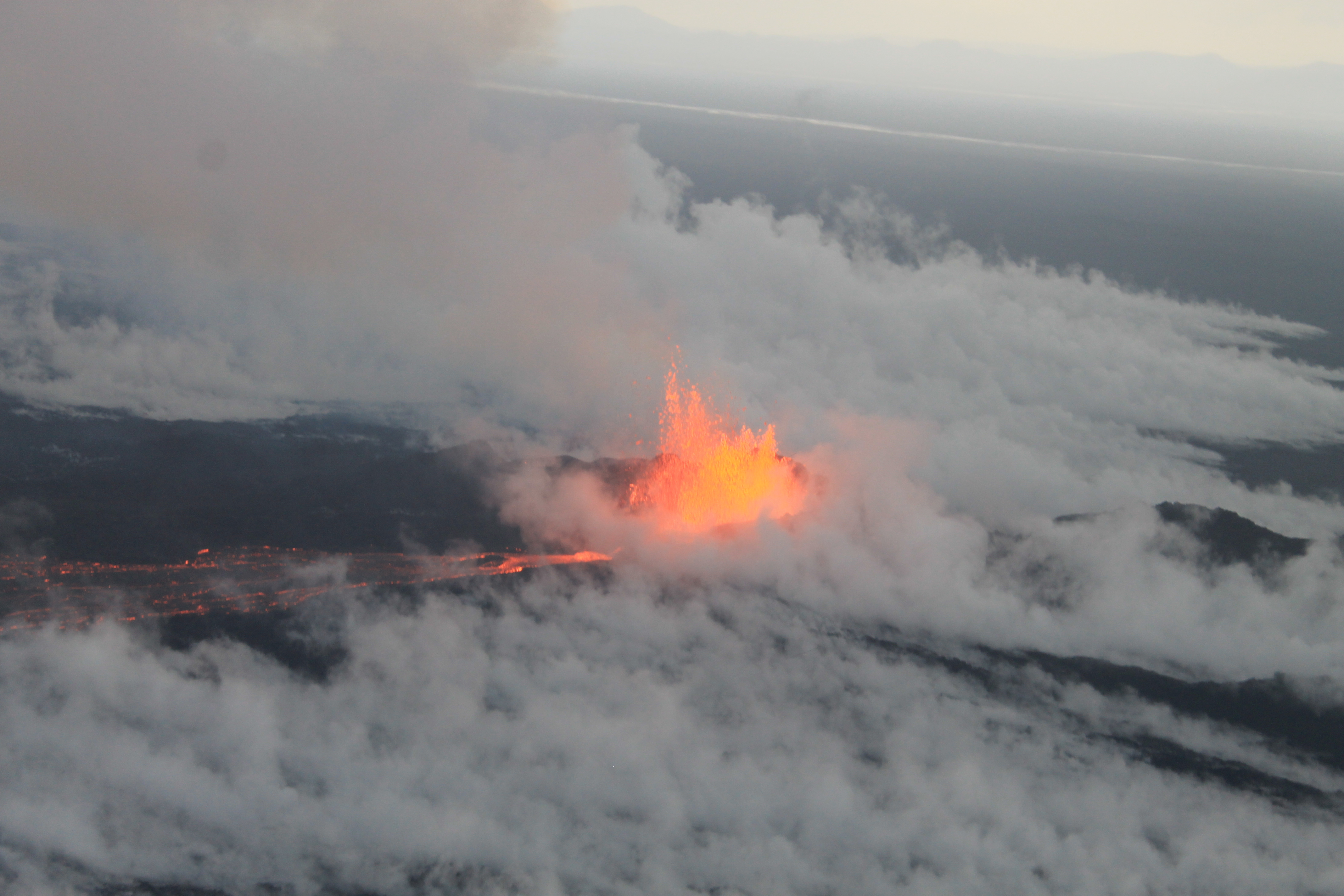
Éruptions à Holuhraun (système volcanique de Bárðarbunga-Veiðivötn), 2014

Le volcanisme en Islande résulte de la position de cette île sur la dorsale médio-atlantique, qui lui confère sa haute activité volcanique. Pas moins de trente volcans ont été actifs en Islande durant l'holocène, dont Eldgjà qui a provoqué la plus grande éruption de l'histoire.

## Zones volcaniques en Islande
Le volcanisme islandais est subdivisé, sur l'île principale, en plusieurs ceintures volcaniques dont celle de Reykjanes (RVB), Il comporte aussi deux dorsales faisant partie de la dorsale médio-atlantique : La dorsale Reykjanes (RR) au sud-ouest et la dorsale Kolbeinsey (KR) au nord.
L'île compte environ une trentaine de systèmes volcaniques actifs, ils sont généralement constitués d'un stratovolcan en leur centre, d'un volcan bouclier et d'une chambre magmatique. Treize volcans sont entrés en éruption depuis l'arrivée des premiers colons en Islande en 847.
Le plus actif de ces volcans est le Grímsvötn. Au cours des 500 dernières années, un tiers de la lave produite par les volcans du monde provenait de volcans islandais.

## Éruption notables

### Hekla
On recense plus de vingt éruptions pour le volcan Hekla, surnommé la porte de l'enfer au Moyen Âge.

### Laki/SkaftAreldar
En 1783, le Skaftáreldar est responsable de l'éruption la plus meurtrière de l'histoire du pays. Emportant un quart de la population islandaise de l'époque, principalement à cause du changement climatique et des cendres et fumées volcaniques plutôt que des coulées de laves. Cette éruption s'est produite dans le cratère Lakagígar au sud-est du Vatnajökull. Le volcan fait partie d'un ensemble formé autour du Grímsvötn.

### Eldfell
L'Eldfell est un volcan situé à l'est de Heimaey, il s'est formé pendant une éruption en janvier 1973. L'éruption fut tellement inattendue que la population a du être évacuée par bateaux de pêche en quelques heures. Malgré la lenteur de la progression de la lave, l'éruption fit une victime[réf. nécessaire].

### Eyjafjallajökull
L'éruption du Eyjafjöll (sous le glacier Eyjafjallajökull) en avril 2010 a causé, sur une période de six jours, des perturbations extrêmes du trafic aérien dans l'Europe du Nord et de l'ouest. Une vingtaine de pays ont fermé leur espace aérien aux vols commerciaux, ce qui a affecté environ 10 millions de voyageurs.
Cette éruption a eu une force de 4 sur l'échelle VEI, la plus forte jamais enregistrée à Eyjafjallajökull. La plupart des précédentes éruptions du Eyjafjöll ont conduit à une éruption du plus grand volcan Katla, mais après l'éruption de 2010, aucune activité n'y a été enregistrée.

### Grímsvötn
L'éruption du Grímsvötn (sous le glacier Vatnajökull) en mai 2011 a rejeté des milliers de tonnes de cendres en quelques jours.

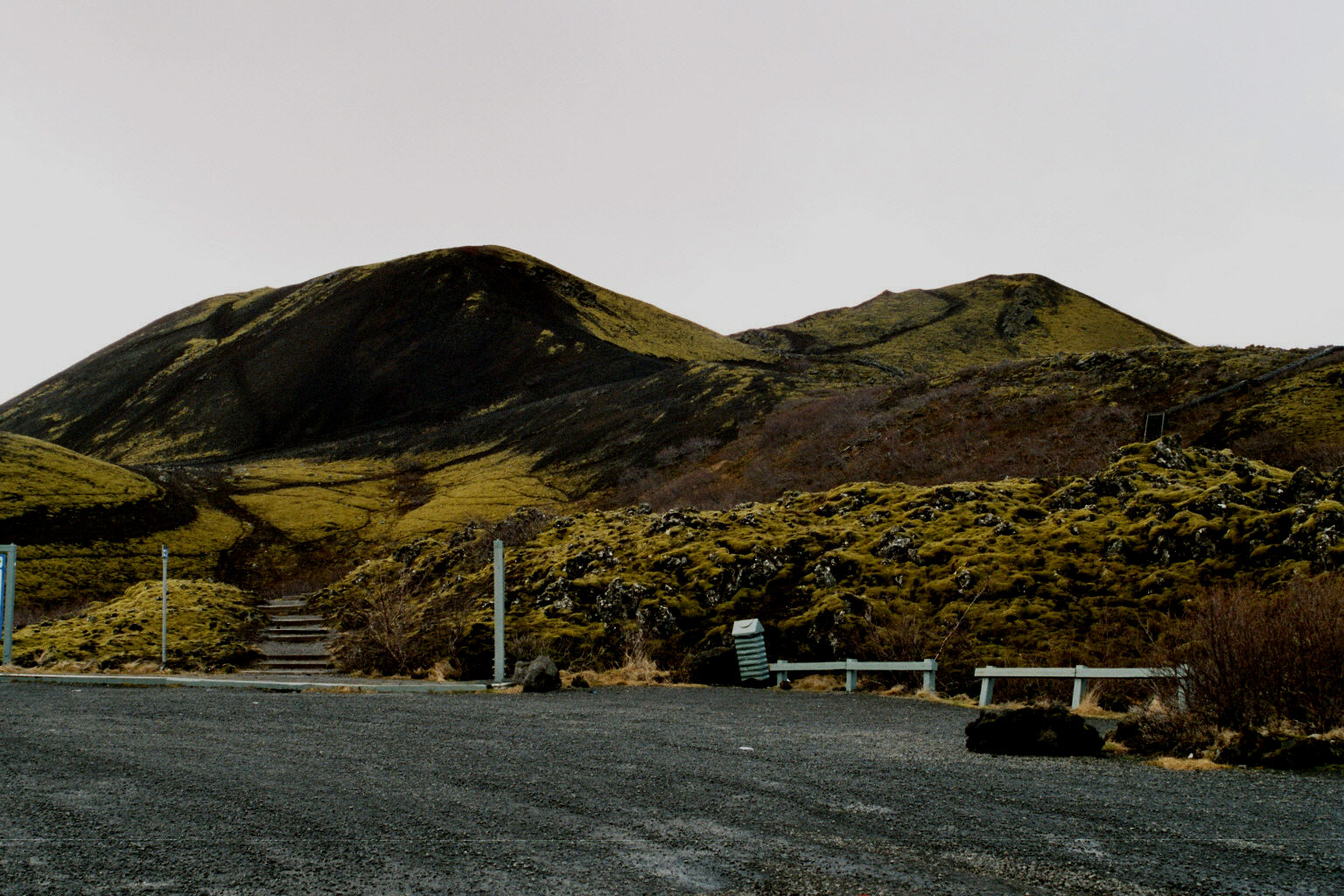
Les cratères de Grábrók

### Holuhraun
Le Bárðarbunga est un stratovolcan d'environ 2 000 mètres d'altitude situé au centre de l'Islande (au nord du Vatnajökull). Il est la deuxième plus haute montagne d'Islande.
Hóluhraun est un ancien champ de lave culminant à 700 m d'altitude et situé à 50 km au nord-est du Bárðarbunga et à 20 km au sud du volcan Askja (dont la dernière éruption remonte à 1961). Une éruption a débuté le 17 août 2014 et a duré 180 jours. Ce fut la plus grande éruption depuis 230 ans en Islande. À la suite d'un important tremblement de terre, plusieurs fontaine de lave de l'Hóluhraun ont déversé des coulées d'un débit allant de 250 à 350 mètres cubes par seconde provenant d'une dyke de 40 km de long,. Une cuvette d'affaissement remplie de glace d'une superficie de plus de 100 kilomètres carrés et d'une profondeur allant jusqu'à 65 mètres s'est également formée. Cette éruption n'a produit que très peu de cendres. La principale préoccupation liée à cette éruption était les grands panaches de dioxyde de soufre relâché dans l'atmosphère qui ont affecté les conditions respiratoires en Islande, en fonction de la direction du vent. Le nuage volcanique s'est également dirigé vers l'Europe occidentale en septembre 2014.

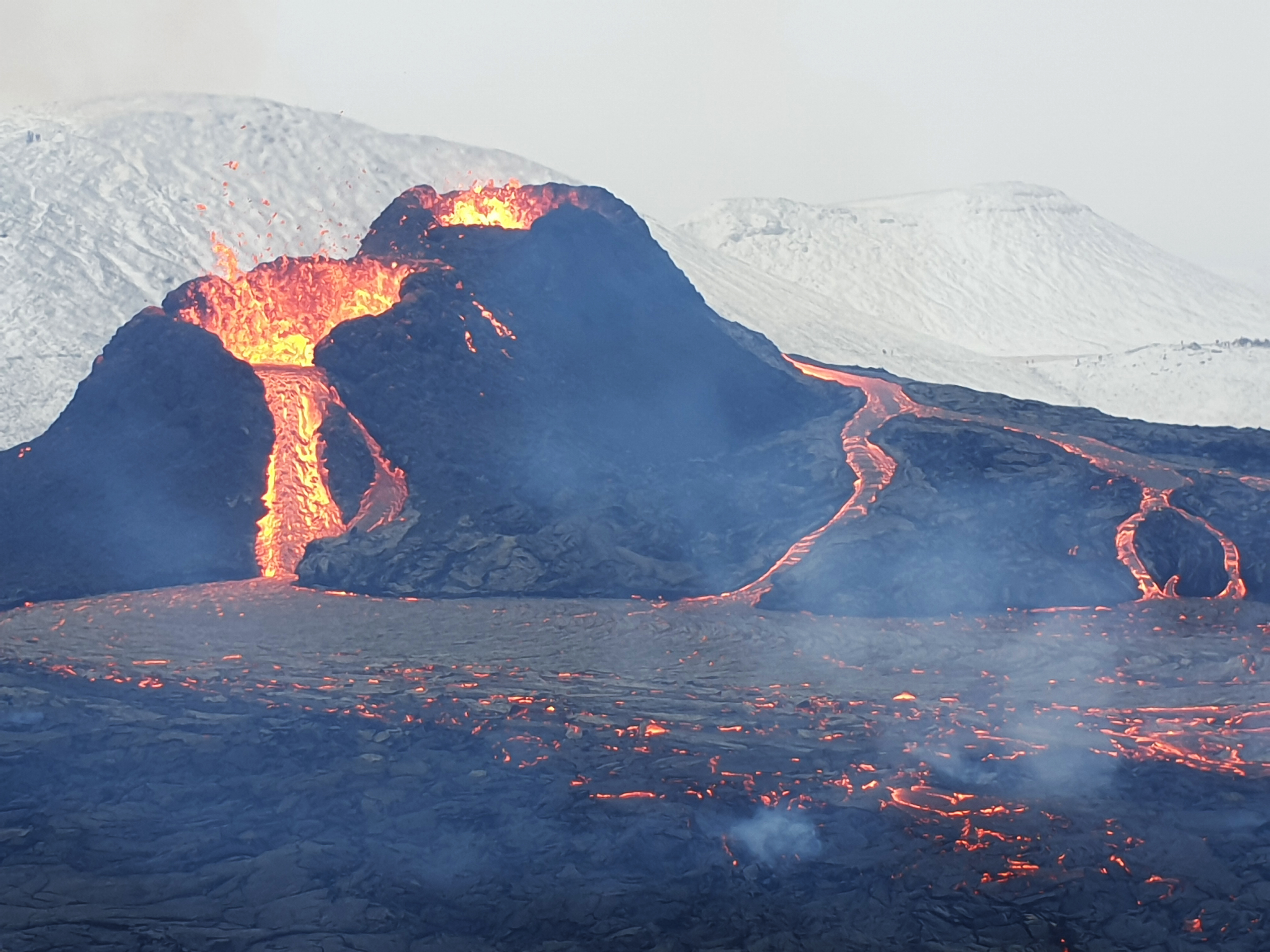
Éruption volcanique du Fagradalsfjall, 2021

### Fagradalsfjall
Après trois semaines de forte activité sismique, une fissure s'est ouverte près du Fagradalsfjall dans la péninsule de Reykjanes. Le 19 mars 2021, une coulé de lave provenant d'une faille de 200 mètres de long, a été découverte par une patrouille d'hélicoptère des gardes-côtes islandais près de Grindavík. En quelques heures, la faille s'est élargie pour atteindre 500 mètres de longueur.

### Litli-Hrútur
Le 10 juin 2023 à 16h40, une éruption s'est développée à partir d'une fissure volcanique à côté du sommet de Litli-Hrútur.

## Structure de champs de lave

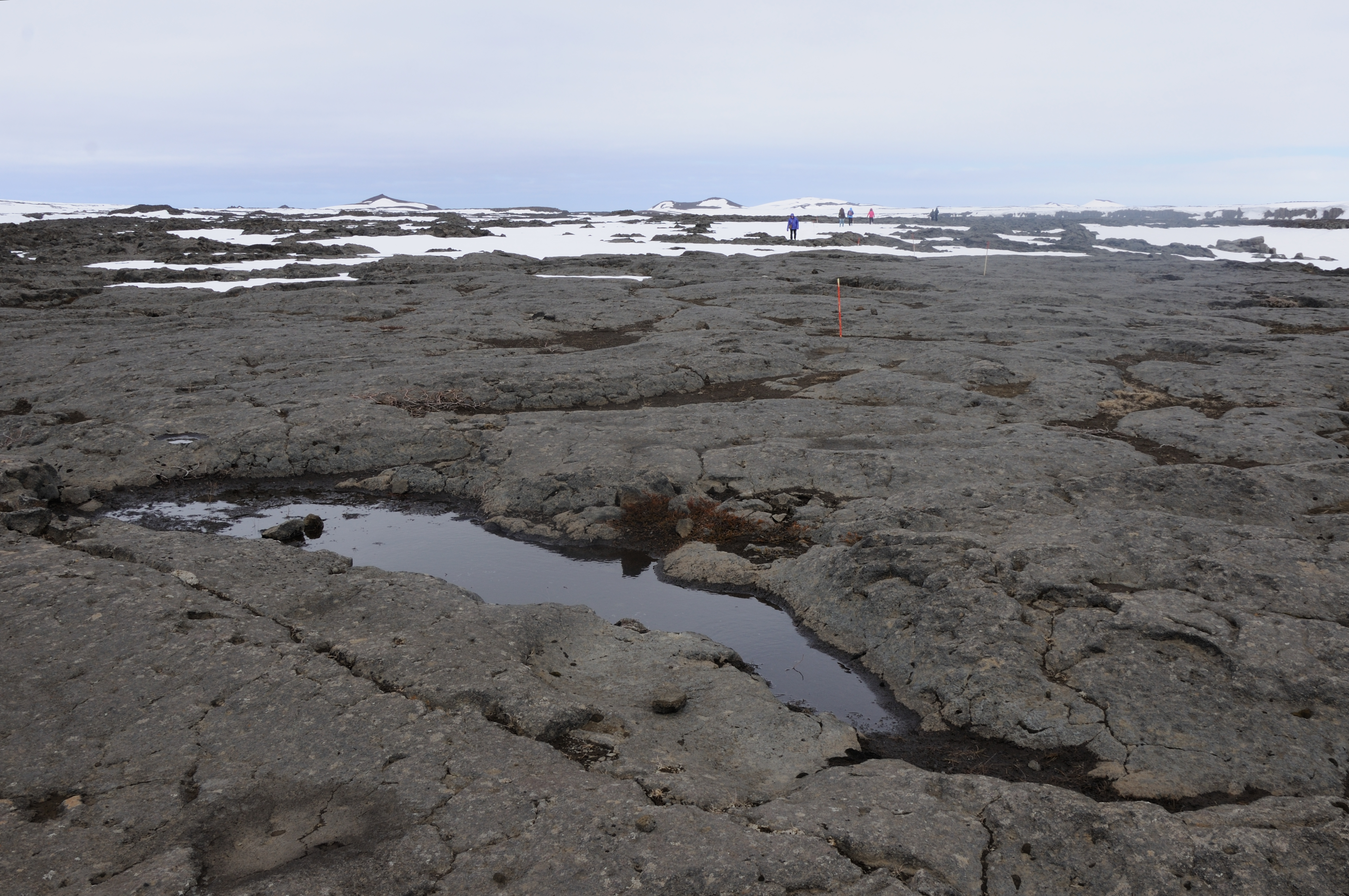
Champs de lave de Pāhoehoe (helluhraun)

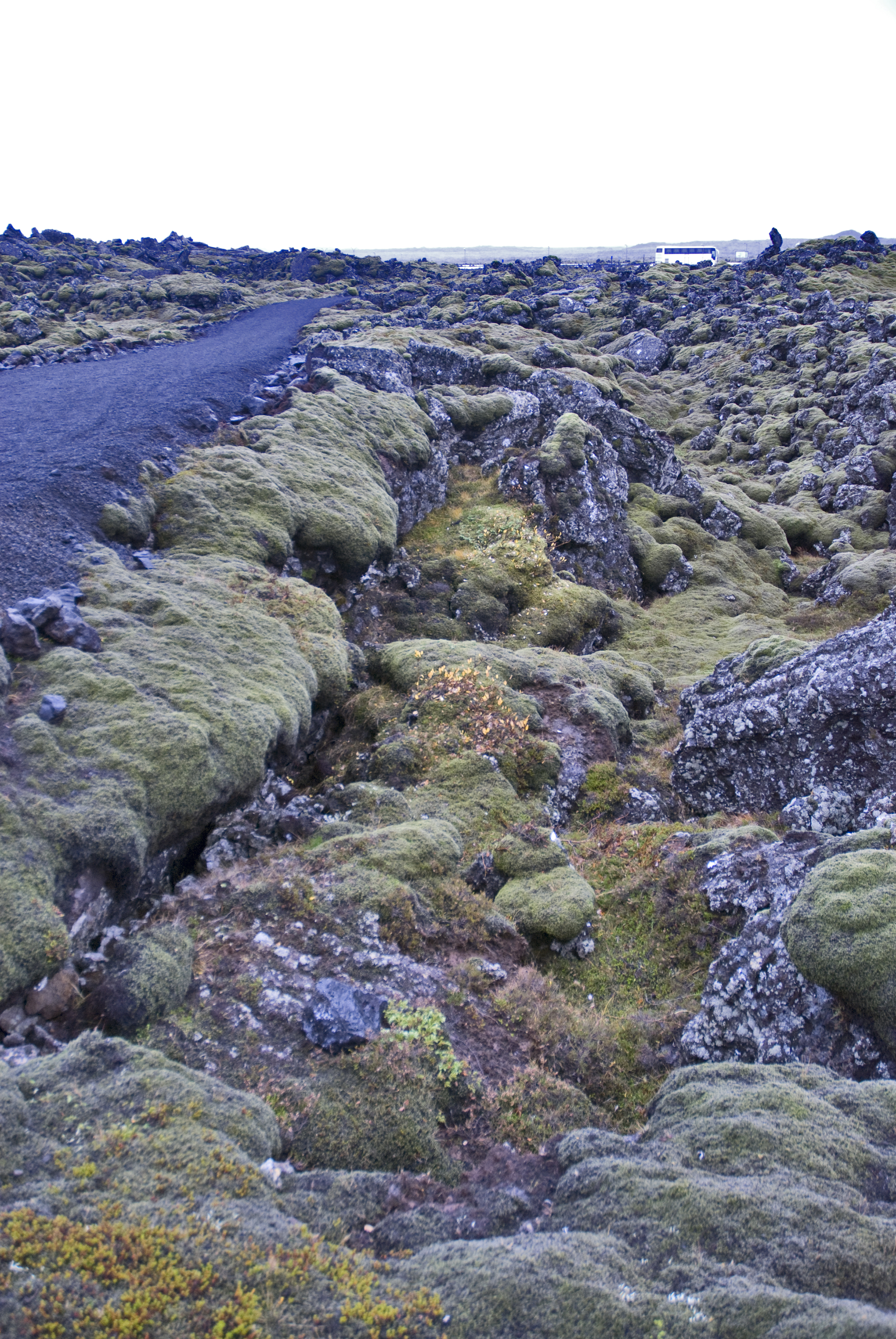
Champ de Aʻā (apalhraun)

Le pāhoehoe basaltique est connu en islandais sous le nom de helluhraun [ˈhɛtlʏˌr̥œiːn]. Il forme des surfaces lisses qui sont assez faciles à traverser. La lave plus visqueuse forme des coulées ʻaʻā, connues en islandais sous le nom d'apalhraun [ˈaːpalˌr̥œiːn]. La surface brisée et aux formes acérées d'une coulée de ʻaʻā rend les randonnées difficiles, lentes et dangereuses.